# Euroregion Łyna-Ława
Euroregion Łyna-Ława jest polsko-rosyjskim zrzeszeniem społeczności lokalnych powstałym 4 września 2003 roku na przygranicznych terenach województwa warmińsko-mazurskiego oraz obwodu królewieckiego. Jego siedziba znajduje się w Bartoszycach.
Organami Euroregionu są:
- Walne Zgromadzenie Członków – odpowiedzialne za uchwalanie głównych kierunków działania stowarzyszenia,
- Zarząd – kieruje całym stowarzyszeniem opierając się na uchwałach Walnego Zgromadzenia Członków, reprezentując je oraz ponosząc odpowiedzialność przed nim,
- Komisja rewizyjna w skład której wchodzi trzech członków stowarzyszenia.

Członkowie stowarzyszenia również zostali podzieleni według ustalonego zakresu. Zwyczajnymi członkami są samorządy powiatowe oraz rejony rosyjskiej strony wchodzące w skład Euroregionu. Członkowie wspierający to osoby prawne lub fizyczne posiadające pełną zdolność do czynności prawnych, które deklarują pomoc finansową lub rzeczową. Ostatnią grupą są członkowie honorowi, którzy w sposób specjalny przyczynili się do rozwoju Euroregionu lub w jakikolwiek inny sposób zasłużyli się jemu.

## Przyczyny powstania
Głównymi przyczynami powstania Euroregionu są:
- możliwość ubiegania się o środki pomocowe Unii Europejskiej, które są potrzebne na realizację wspólnych przedsięwzięć,
- polepszanie relacji pomiędzy ludnością zamieszkującą tereny polskie i rosyjskie,
- wspólne interesy na terenach obu Państw dobrze wpływające na lokalną gospodarkę.

## Skład
W skład Euroregionu wchodzą tereny:
Strona polska:
- Powiaty:
  - Bartoszycki
  - Elbląski
  - Giżycki
  - Gołdapski
  - Kętrzyński
  - Lidzbarski
  - Olsztyński
  - Węgorzewski
- Członek wspierający:
  - Sejmik Województwa Warmińsko-Mazurskiego

Strona rosyjska:
- Miasta:
  - Bagrationowsk
  - Gusiew
  - Oziorsk
  - Prawdinsk
  - Mamonowo

## Cele
Najważniejszymi założeniami do realizacji na terenach Euroregionu są:
- rozwój gospodarczy i kulturalny,
- wspieranie przedsiębiorczości lokalnej,
- ograniczanie bezrobocia,
- rozwiązywanie problemów ekologicznych – na terenach Euroregionu jest duża liczba rezerwatów przyrody,
- uruchomienie turystycznego przejścia granicznego polsko-rosyjskiego na rzece Łyna,
- uruchomienie połączenia kolejowego Bagrationowsk-Bartoszyce